# Pappocetus lugardi
Pappocetus lugardi és una espècie extinta de cetaci de la família dels protocètids que visqué a la part oriental de l'oceà Atlàntic durant l'Eocè mitjà, fa entre 37,7 i 48 milions d'anys. Se n'han trobat restes fòssils a les formacions d'Aridal, Samlat (Sàhara Occidental) i Ameki (Nigèria). Es tracta de l'única espècie del gènere Pappocetus. Era força més gros que els seus parents propers Aegicetus gehennae i Babiacetus. A part de la diferència de mida, la morfologia de l'os dental i les dents coincideix bastant amb la d'aquest últim. Fou anomenat en honor de Frederick Lugard.